# Brent Burge
Brent Burge é um sonoplasta estadunidense. Foi indicado ao Oscar de melhor edição de som em duas ocasiões: pela dupla de filmes The Hobbit: The Desolation of Smaug e The Hobbit: The Battle of the Five Armies.

## Prêmios e indicações
- Indicado: Oscar de melhor edição de som - The Hobbit: The Battle of the Five Armies (2014)
- Indicado: Oscar de melhor edição de som - The Hobbit: The Desolation of Smaug (2013)